# Kruševci
Kruševci (cyr. Крушевци) – wieś w Bośni i Hercegowinie, w Republice Serbskiej, w mieście Sarajewo Wschodnie, w gminie Sokolac. W 2013 roku liczyła 35 mieszkańców.